# Марьинская волость (Мариупольский уезд)
Ма́рьинская во́лость — административно-территориальная единица Мариупольского уезда Екатеринославской губернии. 

## Административное деление
По состоянию на 1886 год в Марьинской волости было четыре селения: Марьинка, Александровка, Максимильяновка и Георгиевка, 890 дворов.

## Население
По состоянию на тот же 1886 год проживало 5479 человек, из них 2694 женщины и 2785 мужчин.